# Berkut (űrruha)

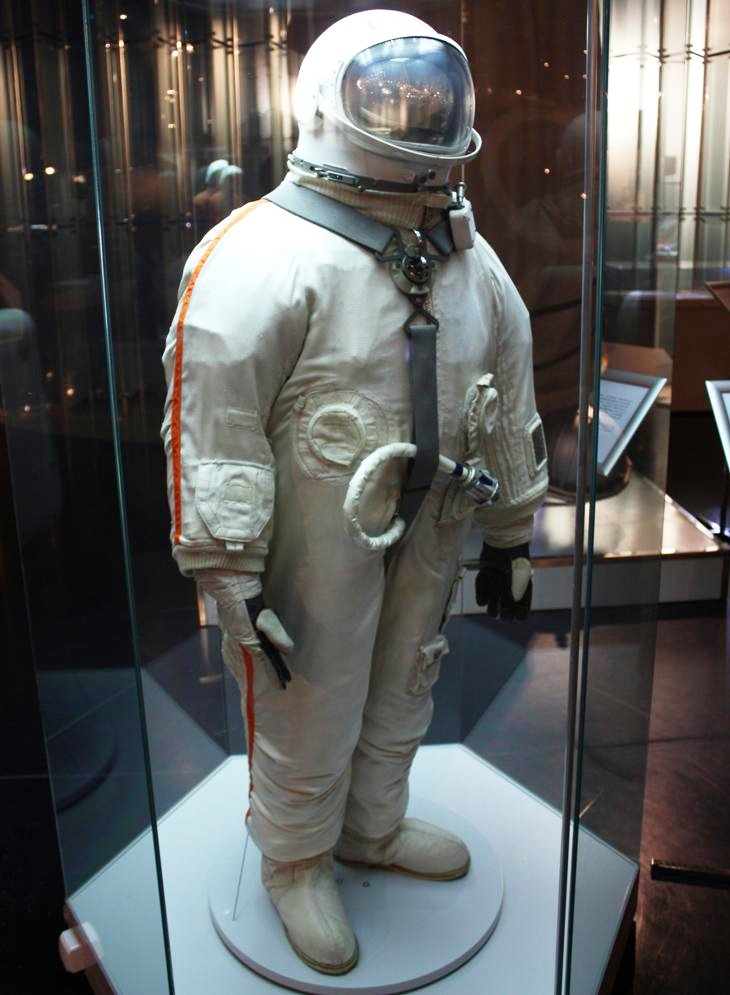
A Moszkvai Űrhajózási Múzeumban kiállított Berkut űrruha

A Berkut (oroszul: Беркут, magyar jelentése: szirti sas) az 1960-as évek közepén kifejlesztett és használt szovjet űrruha (szkafander), amely űrséta végrehajtására is alkalmas volt.

## Története
Az NPP Zvezda vállalat fejlesztette ki és készítette 1964–1965-ben. A Vosztok-repüléseknél használt SZK–1 típusú űrruha továbbfejlesztett változata. Az űrruha az ún. puha típusú űrruhák közé tartozik, melyek nem rendelkeznek belső merevítéssel. Az űrruha rendeltetése egyrészt az űrhajó személyzetének védelme volt az orbitális modul kihermetizálódás esetén, másrészt alkalmas volt űrséta végrehajtására is. Az életfenntartó rendszert az oxigéntartállyal az űrruhán egy merev hátizsákban helyezték el. A fejlesztés során kutatásokat végeztek az optimális nyomás meghatározására. A szkafanderben lévő gáznyomás nem lehetett túl alacsony, hogy elkerüljék a dekompressziós betegséget, másrészt túl magas sem, mert az erősen felfújt űrruha akadályozta a mozgást. A kísérletek során az űrruha optimális nyomását 400 hPa-ban határozták meg. A szkafanderben azonban ennél a nyomásnál is csak korlátozottan lehetett mozgásokat végezni.
Az űrruhát a Voszhod–2 űrrepülés során használták és ebben hajtotta végre Alekszej Leonov a világ első űrsétáját 1965. március 18-án. Az űrruha műszaki hiányosságai és nehéz használhatósága miatt további űrrepüléseknél nem használták. Utódjaként fejlesztette ki a Zvezda a Jasztreb űrruhát, amely a korai Szojuz-repülések során használt űrruha volt.

## Jellemzői

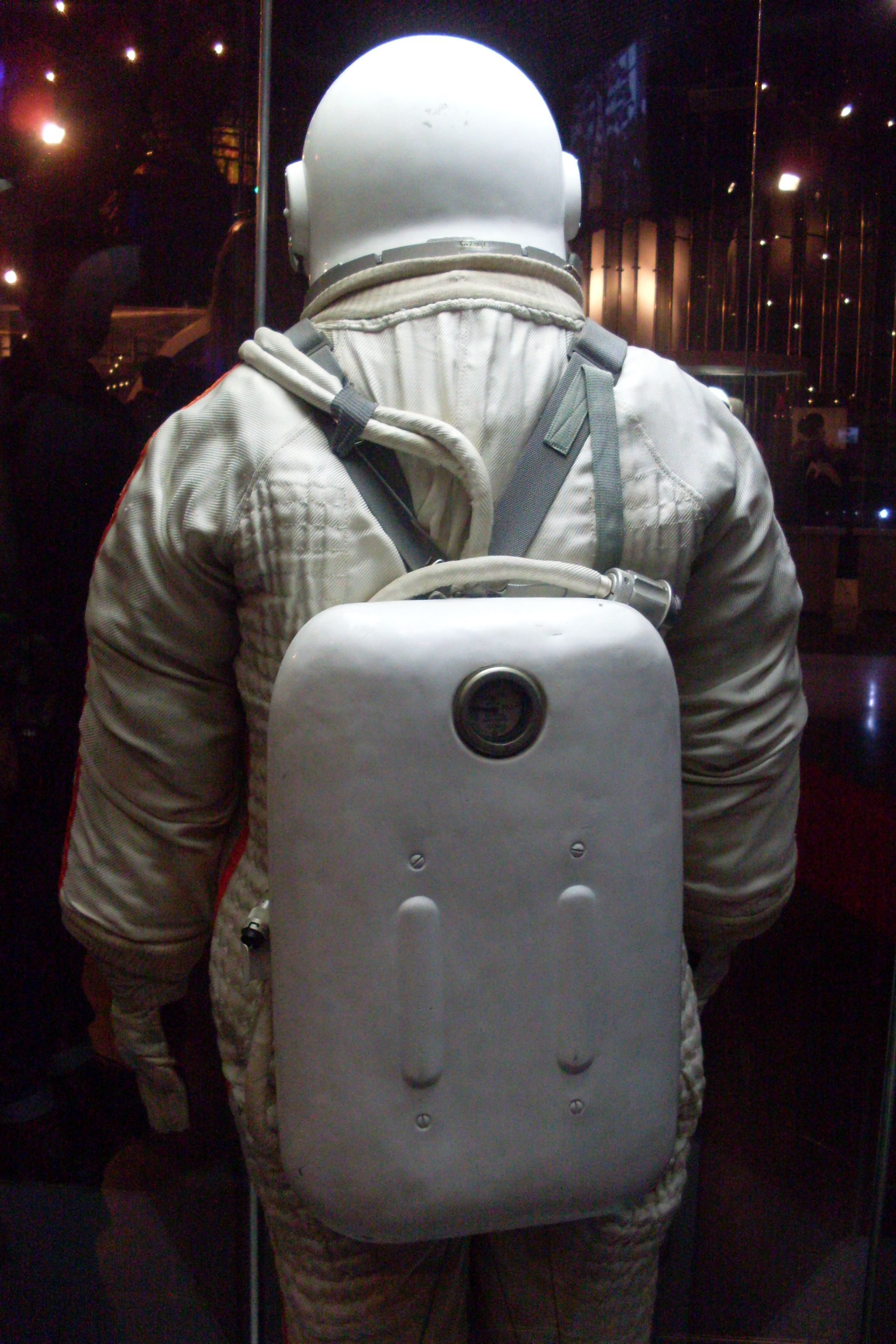
A létfenntartó rendszert tartalmazó hátizsák

Az űrruha háromrétegű, egy erős hordozórétegből és két légzáró rétegből áll. Az űrruha elülső részén egy nyomásmérőt, egy biztonsági és egy szabályozószelepet helyeztek el. Az űrruha sisakja alumíniumötvözetből készült, mely zárszerkezettel kapcsolódik az űrruhához. A sisak mérete lehetővé tette, hogy az űrhajós a fejét szabadon mozgassa benne. A sisak védőüvege szerves üvegből készült. A védőüveg elé lehajtható fényszűrőt helyeztek. Az autonóm életfenntartó rendszer berendezéseit egy merev hátizsákba építették be. Ebben az oxigéntartály és az oxigénadagoló berendezés kapott helyet, amely tiszta oxigénnel látta el az űrruhát. A lélegeztető berendezés nyitott rendszerű, az elhasznált oxigén távozott az űrruhából. A hátizsák gyorszárakkal rögzíthető pántokkal csatlakozott a szkafanderhez.

## Műszaki adatai
- Tömeg: 20 kg
- Hátizsák (életfenntartó rendszer) tömege: 21,5 kg
- Normál üzemi nyomás: 400 hPa
- Minimális üzemi nyomás: 270 hPa
- Üzemidő:
  - Űrhajón kívül: 45 perc
  - Kabin kihermetizálódása esetén: 4 óra

## Külső hivatkozások
- A Berkut űrruhát kifejlesztő és készítő NPP Zvezda honlapja Archiválva 2021. augusztus 13-i dátummal a Wayback Machine-ben